# Atuna travancorica
Atuna travancorica är en tvåhjärtbladig växtart som först beskrevs av Richard Henry Beddome, och fick sitt nu gällande namn av André Joseph Guillaume Henri Kostermans. Atuna travancorica ingår i släktet Atuna och familjen Chrysobalanaceae. IUCN kategoriserar arten globalt som starkt hotad. Inga underarter finns listade i Catalogue of Life.